# Mission (Texas)
Mission is een plaats (city) in de Amerikaanse staat Texas, en valt bestuurlijk gezien onder Hidalgo County.

## Demografie
Bij de volkstelling in 2000 werd het aantal inwoners vastgesteld op 45.408.
In 2006 is het aantal inwoners door het United States Census Bureau geschat op 63.272, een stijging van 17864 (39,3%).

## Geografie
Volgens het United States Census Bureau beslaat de plaats een oppervlakte van
62,5 km², geheel bestaande uit land. Mission ligt op ongeveer 41 m boven zeeniveau.

## Plaatsen in de nabije omgeving
De onderstaande figuur toont nabijgelegen plaatsen in een straal van 8 km rond Mission.

## Geboren
- Lloyd Bentsen (11 februari 1921), Amerikaans minister
- Tom Landry (11 september 1924), American-footballspeler